# 泥盆纪
| 泥盆纪 419.2–358.9百万年前 PreЄ Є O S D C P T J K Pg N |                                  |
| 晚泥盆世地图                                           |                                  |
| 全時期平均大氣O 2含量                                  | 约15 Vol % （为現代的75% ）      |
| 全時期平均大氣CO 2含量                                 | 约2200 ppm （为前工業時期8倍）   |
| 全時期平均地表溫度                                     | 约20℃ （高於現代6℃）             |
| 海平面（高於現代）                                     | 一般穩定於189米，逐漸下降至120米 |

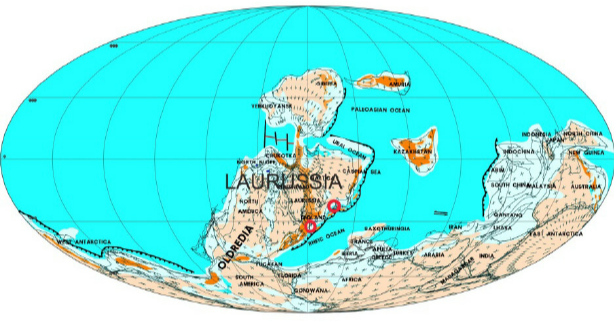
泥盆紀時期的地球

泥盆纪（英語：Devonian，符號D）是地球地质历史中显生宙古生代中的第四个纪，开始于4.19亿年前（同位素年龄419.2 Ma），结束于3.59亿年前（358.9 Ma），上承志留纪，下启石炭纪。因为泥盆纪是水生脊椎动物——特别是各种有颌鱼类——开始繁荣并压倒泛节肢动物和软体动物占据水域环境中优势生态位的时期，因此也被古生物学家称为鱼类时代。
從古地理學的角度上來看，泥盆紀的地理环境主要由南方的岡瓦那大陸與北方的西伯利亞大陸两个超大陸組成，之間則有古特提斯洋與剛形成的歐美大陸。此期间的全球气候温暖干燥，极地与赤道的温差小于今天。
泥盆纪在英语中的名称“Devonian”来自于该时期地层被最早研究的英国德文郡，其他语言的称呼与英文大同小异。中文名称源自旧时日本人使用汉字音读的音译名（羅馬字：dēbonki）。

## 研究历史
泥盆纪在19世纪通常被称为“温室时代”或“蕨类植物时代”。这些称呼来自当时欧洲地质学家的偏见，他们的研究集中在泥盆纪期间靠近赤道的地区，而世界其他地区的气候较冷。在1830年之前，地质学界认为石炭纪直接跟随志留纪时期。但是这种时间顺序是在发现志留纪时期的地质层中存在煤之后提出的。泥盆纪作为地质时期的确立是一场重大争论的高潮，这场争论发生于1830年–1837年左右。最终英国地质学家莫企逊与亚当·塞奇威克在1839年共同确定了泥盆纪。

## 主要分界
泥盆紀時期被正式劃分為早泥盆世、中泥盆世與晚泥盆世。與這些時代相對應的巖石被稱為屬於泥盆紀系統的下部、中部和上部三部分。

### 早泥盆世

耶克尔鲎属（Jaekelopterus）体长2.5米，是史上最大节肢动物，淡水的王者，发现于美国怀俄明州
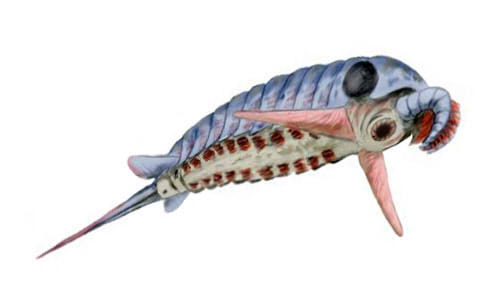
申德汉斯虾属（Drepanaspis），最后的恐虾纲，发现于洪斯吕克板岩生物群
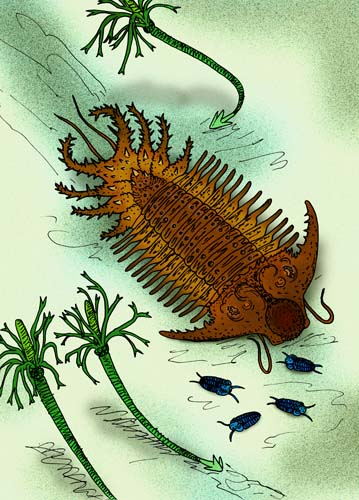
Terataspis，体型可达60厘米，属于裂肋虫目，是已知体型第三大的三叶虫，其型态相比其他大型三叶虫非常夸张

泥盆紀早期從同位素年齡419.2±2.8百萬年（Ma）持續至393.3±2.5百萬年（Ma），始於洛赫考夫期（419.2±2.8 - 410.8±2.5），隨後是布拉格期（410.8±2.8 - 407.6±2.5），然後是埃姆斯期，這個時期一直持續至中泥盆世起始的393.3±2.7百萬年前。在這段時間裏，第一批菊石出現了，由桿石目類鸚鵡螺進化而來。這一時期的菊石構造很簡單，與它們的同類鸚鵡螺相差不大。這些菊石屬於無角菊石目，在後期又演化為新的菊石目，如棱菊石目和海神石目。在中生代開始之前，這類頭足類軟體動物在海洋動物群系中占主導地位。

### 中泥盆世
中泥盆世包括兩個分支：首先是艾菲爾期，然後在387.7±2.7百萬年前過渡至吉維特期。在此期間，淡水和海洋環境中的無頜魚多樣性開始下降，部分原因是劇烈的環境變化，另外也由於競爭、受到捕食以及有頜魚多樣性的上升。泥盆紀內陸湖泊中淺水、溫暖、缺氧的水域被原始的植物所包圍，並為某些早期的魚類提供必要的環境，使其具備發育良好的肺等基本特征，並能在短時間內從水中爬出並爬上陸地。

### 晚泥盆世
晚泥盆世開始於弗拉斯期（382.7±2.8 - 372.2±2.5），在此期間，最早的陸地森林形成。隨後是法門期，最早的四足動物出現在這個階段的化石記錄中，法門期的開始和結束都以滅絕事件為標誌。這一現象一直持續到泥盆紀末期（3.589±2.5百萬年前）。

## 古生物
泥盆纪产生了第一次陆地上的辐射适应，使生物遍布了陆地和淡水的几乎大部分区域。

### 植物和真菌

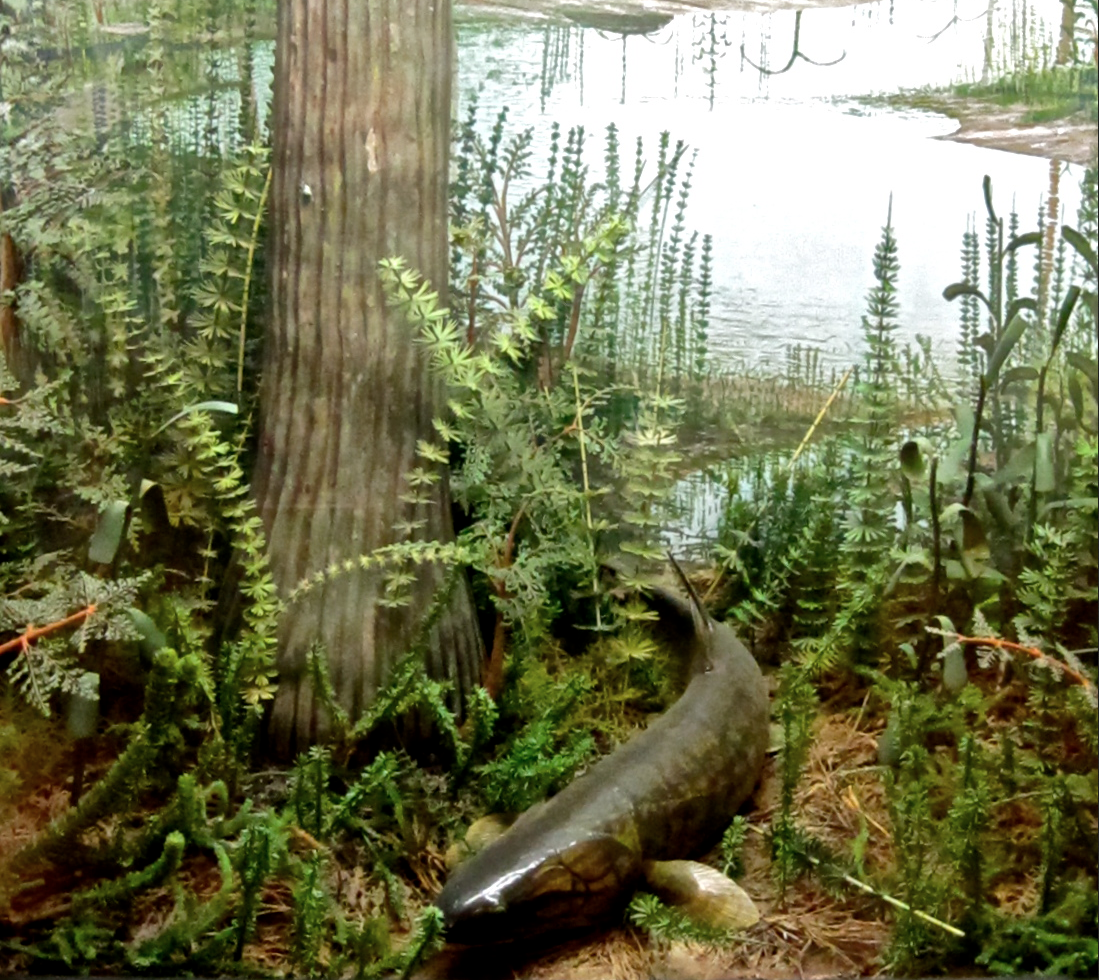
晚泥盆世的陆地生态复原，图中动物为真掌鳍鱼属

石松門与链束植物门的植物在陸地上遍布，在各地形成茂密的森林。到了泥盆紀中期時，部分植物已經演化出葉片與根。在泥盆紀晚期時，則出現以種子進行繁殖的種子蕨門。當時最高的生物組織為高度 8.8（29英尺） 的真菌原杉菌。

### 动物

#### 海洋

##### 脊椎动物
泥盆紀時的魚類呈現高度的多樣化，因此這個時代又常被稱為「魚類時代」。在泥盆紀早期，甲胄鱼类繁盛；在泥盆紀中晚期有颌鱼类開始展現多樣性，種類比起志留紀和泥盆紀早期時更加繁盛；有颌鱼类中的盾皮魚类主宰了海洋環境。

##### 无脊椎动物
腕足类和珊瑚比起志留紀更加繁盛；原始菊石出现。

#### 陆地与淡水
节肢动物遍布了整个陸地的森林，昆虫、蛛类和多足类开始繁荣。有颌鱼类中的肉鳍鱼类中的扇鳍类从半咸水向内陆水域发展并取代了棘鱼成为淡水环境的主宰，并且分化成能用鳔直接呼吸空气的肺鱼形类和四足形类两支，其前后偶鳍继续演化变强。四足形类在泥盆紀晚期演化成了坚头类開始爬上陸地，其腹鰭與胸鰭演化成了有明显关节并能够支撑躯干在陆上爬行的四肢。而泥盆纪后期灭绝事件使得四足形类发生了种群瓶颈，没能完全适应呼吸空气的基群四足形类大多数在缺氧水体中灭绝，由此造成的演化压力使得坚头类的演化方向彻底倒向成为陆生四足类。

## 图库

### 早泥盆世
- 耶克尔鲎（Jaekelopterus）体长2.5米，是史上最大节肢动物，淡水的王者，发现于美国怀俄明州
- 申德汉斯虾（Drepanaspis），最后的恐虾纲，发现于洪斯吕克板岩生物群（英语：Hunsrück Slate）
- Terataspis（英语：Terataspis），体型可达60厘米，属于裂肋虫目，是已知体型第三大的三叶虫，其型态相比其他大型三叶虫非常夸张

### 晚泥盆世

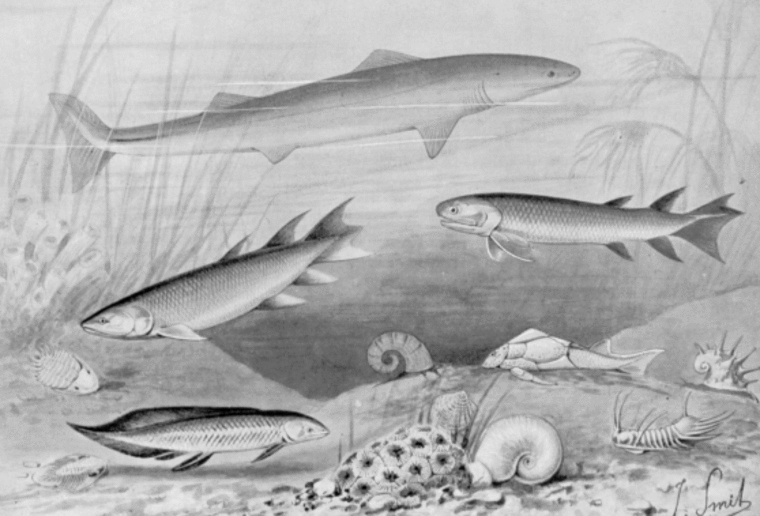
于20世纪早期创作的晚泥盆世鱼类复原图
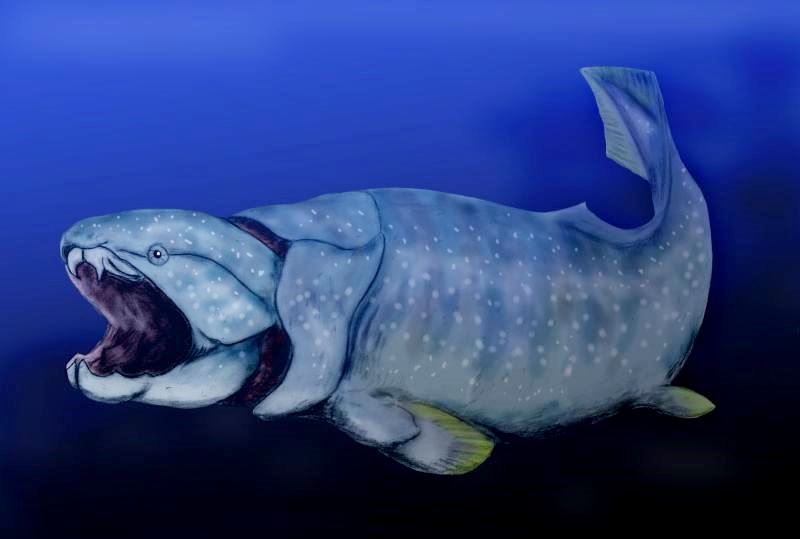
鄧氏魚体长6米，是两种體型最大的盾皮魚之其一，為凶猛的海洋顶级掠食者
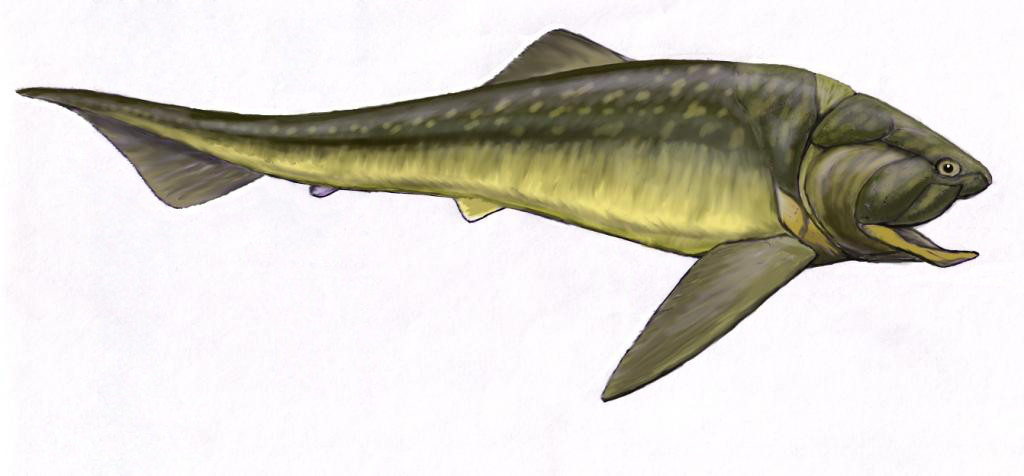
霸鱼体长6米，是两种體型最大的盾皮魚之其一，為温柔的滤食者
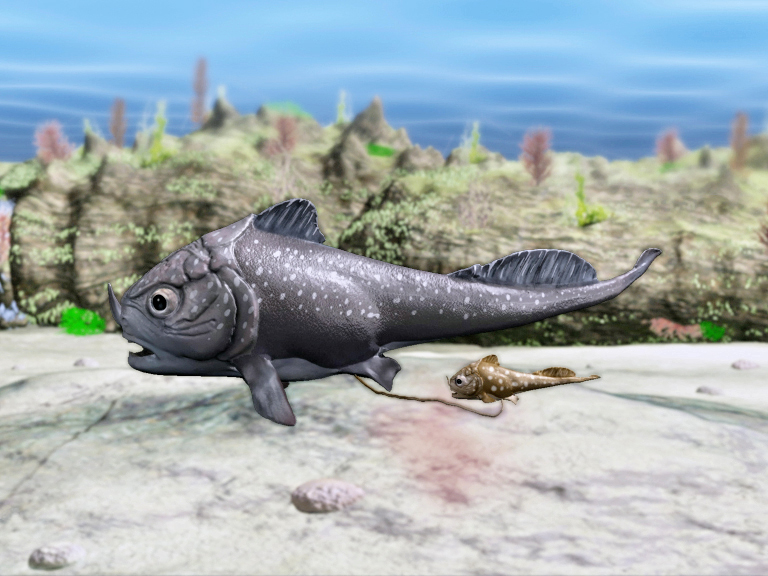
艾登堡鱼母，最早的胎生脊椎动物
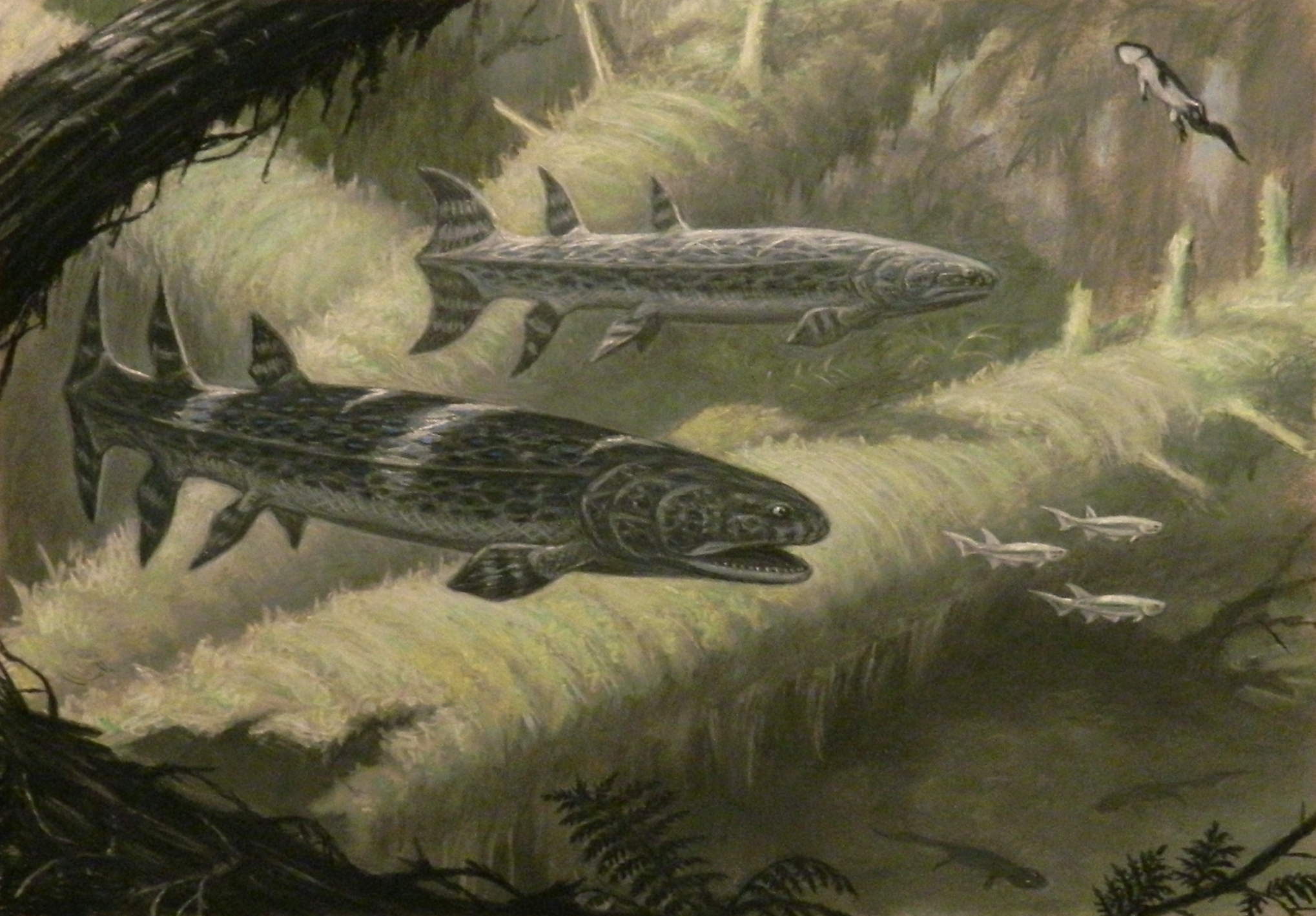
含肺魚体长约2.5～3.7米，发现于美国宾夕法尼亚州
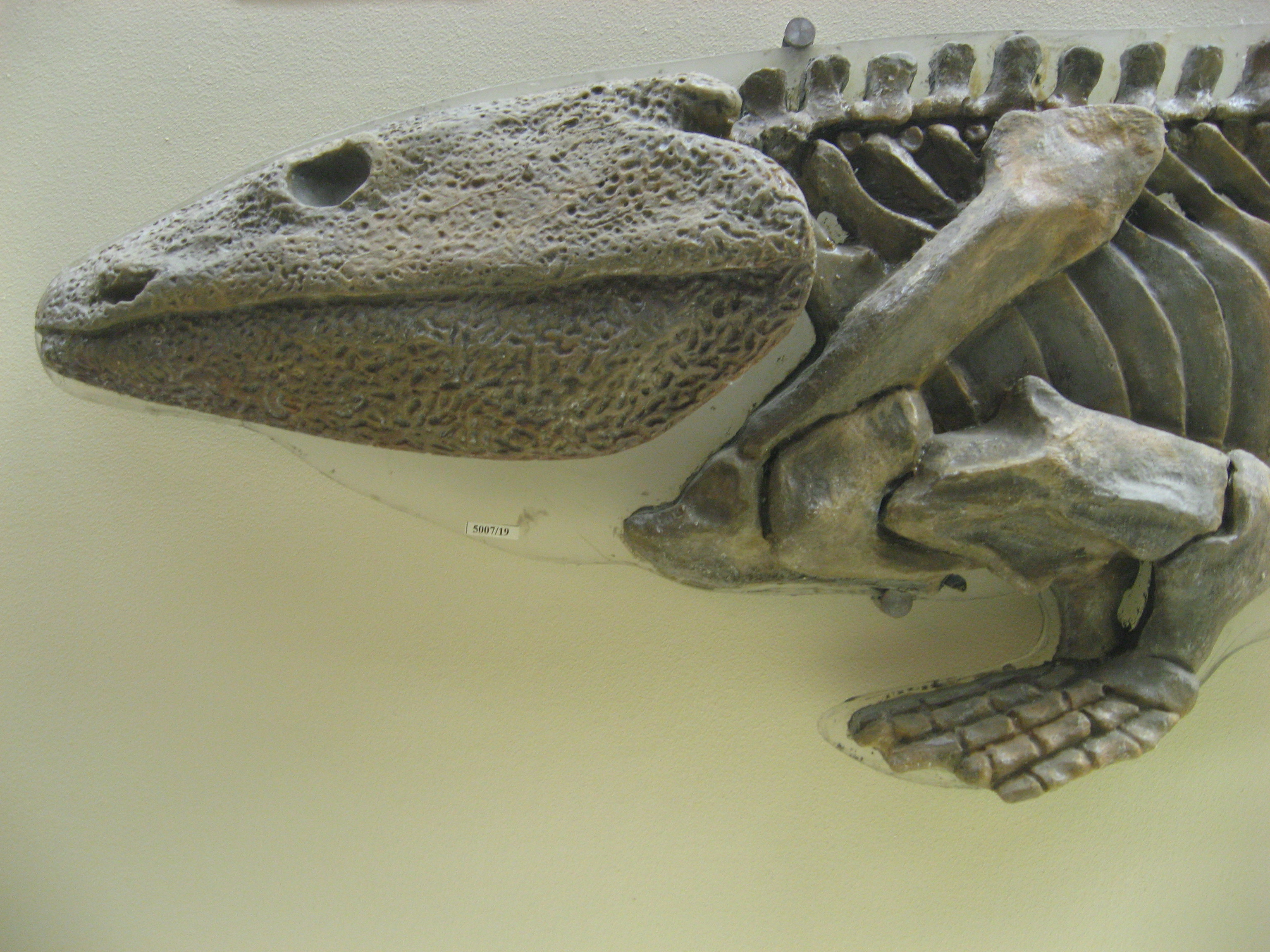
魚石螈体长1.5米，早期四足类，其后肢上有7趾，发现于格陵兰东部地区
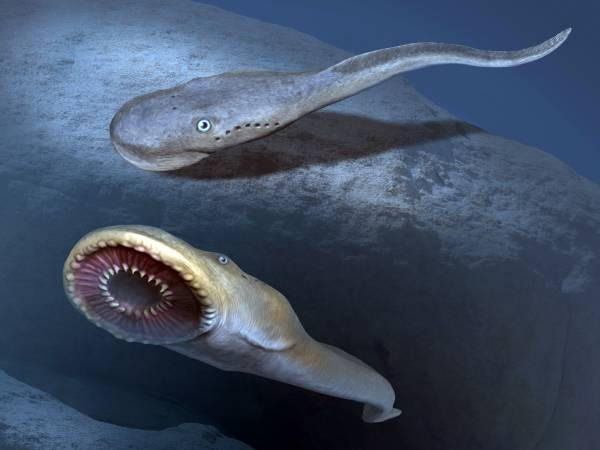
普利司鳗（英语：Priscomyzon） Priscomyzon，已知化石年代最早的圆口纲兼七鳃鳗目物种，可怖的吸血者

## 後期滅絕事件

泥盆紀後期滅絕事件（圖中"Late D"）有三次滅絕高峰期

第一次嚴重的滅絕事件標誌著泥盆紀最後一個時期法门期的開始，大約是372.2百萬年前。第二次嚴重的滅絕事件則終結了泥盆紀時期。泥盆紀後期滅絕事件是地球生物史上五次主要的大規模物種滅絕事件之一，滅絕比例比著名的白垩纪－第三纪灭绝事件還高。
泥盆紀後期滅絕事件主要影響海洋生物，尤其是生活在溫暖淺海的物種。包括腕足动物门、三葉蟲綱、菊石亚纲、牙形石綱、無頜總綱和疑源类，以及所有的盾皮魚綱。然而，陸地與淡水生物，包括四足類的祖先，則相對受到較小的影響。
经过分析，繁盛的植物引发了温度快速变化、干冷气候、海平面后退、海洋缺氧等，这些变化可能是大灭绝的原因。

## 外部連結
- UC Berkeley對泥盆纪的介紹 （页面存档备份，存于）